# Hästsko-ofrys
Hästsko-ofrys, Ophrys ferrum-equinum, är en orkideart som beskrevs av René Louiche Desfontaines. Hästsko-ofrys ingår i ofryssläktet, och familjen orkidéer.

## Underarter
Arten delas in i följande underarter:
- O. f. ferrum-equinum
- O. f. gottfriediana

## Utbredning
Hästsko-ofrys finns endast från Balkan, i Grekland och till de sydvästligaste delarna av Turkiet.

## Bildgalleri

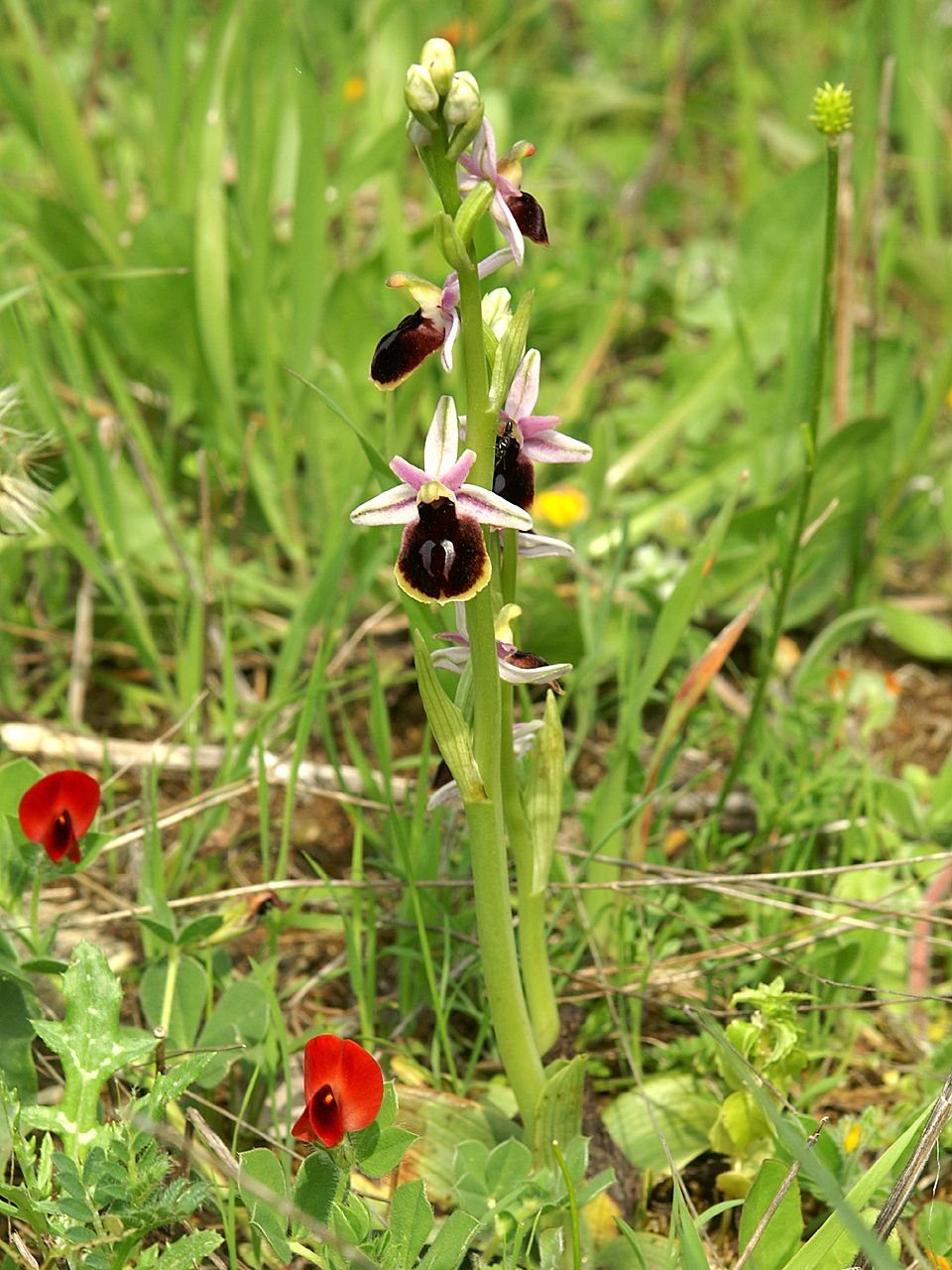
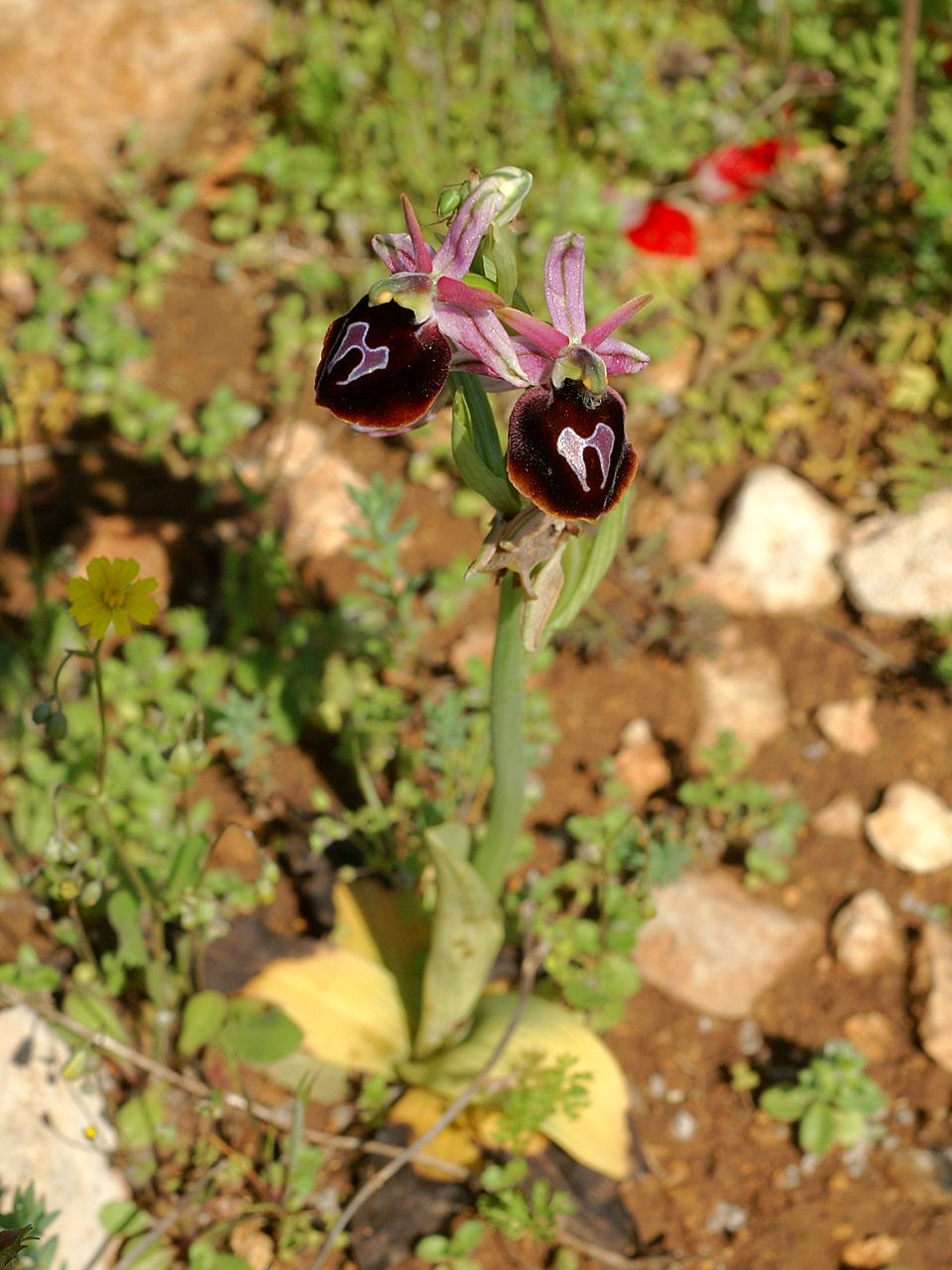
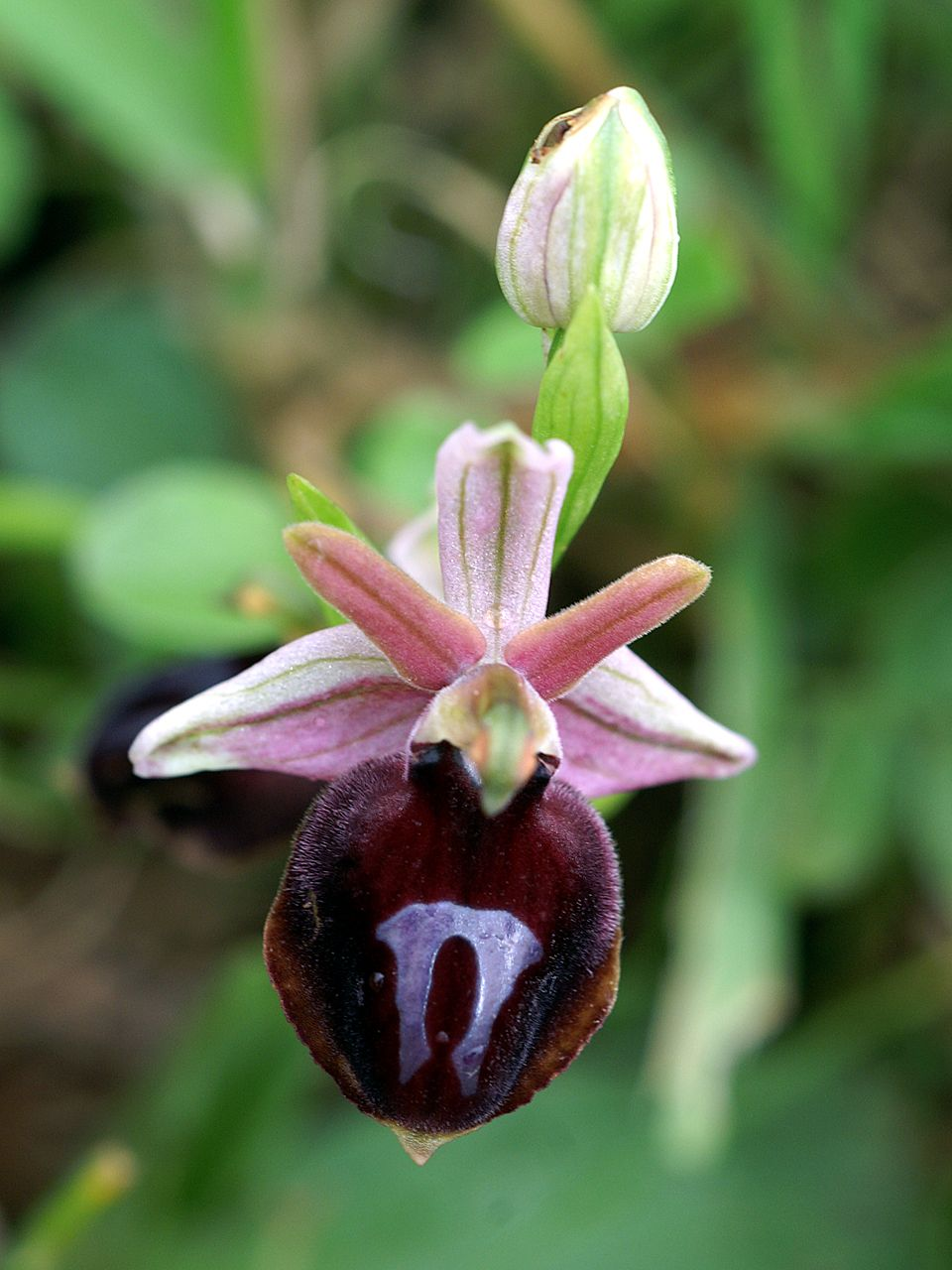
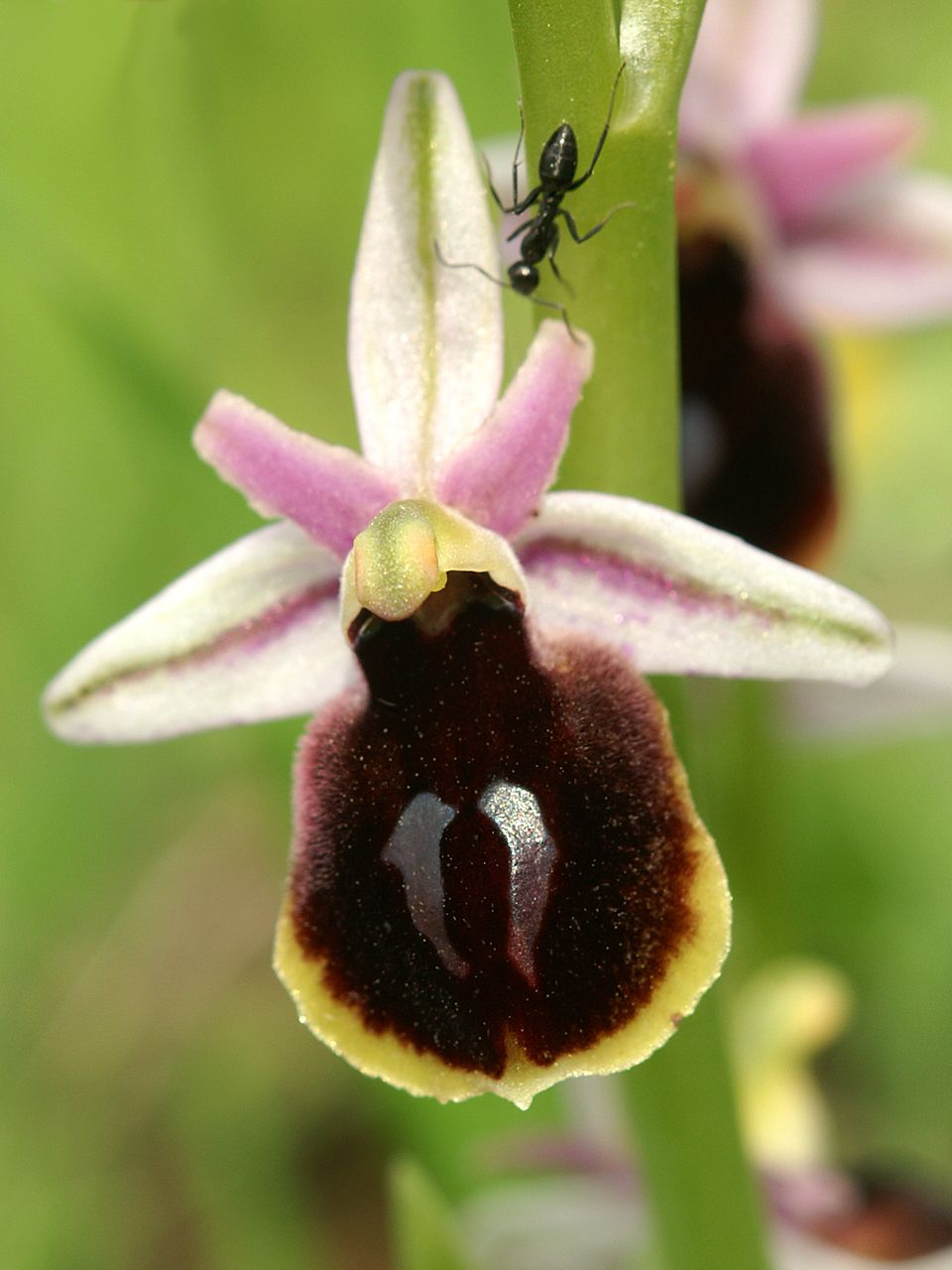
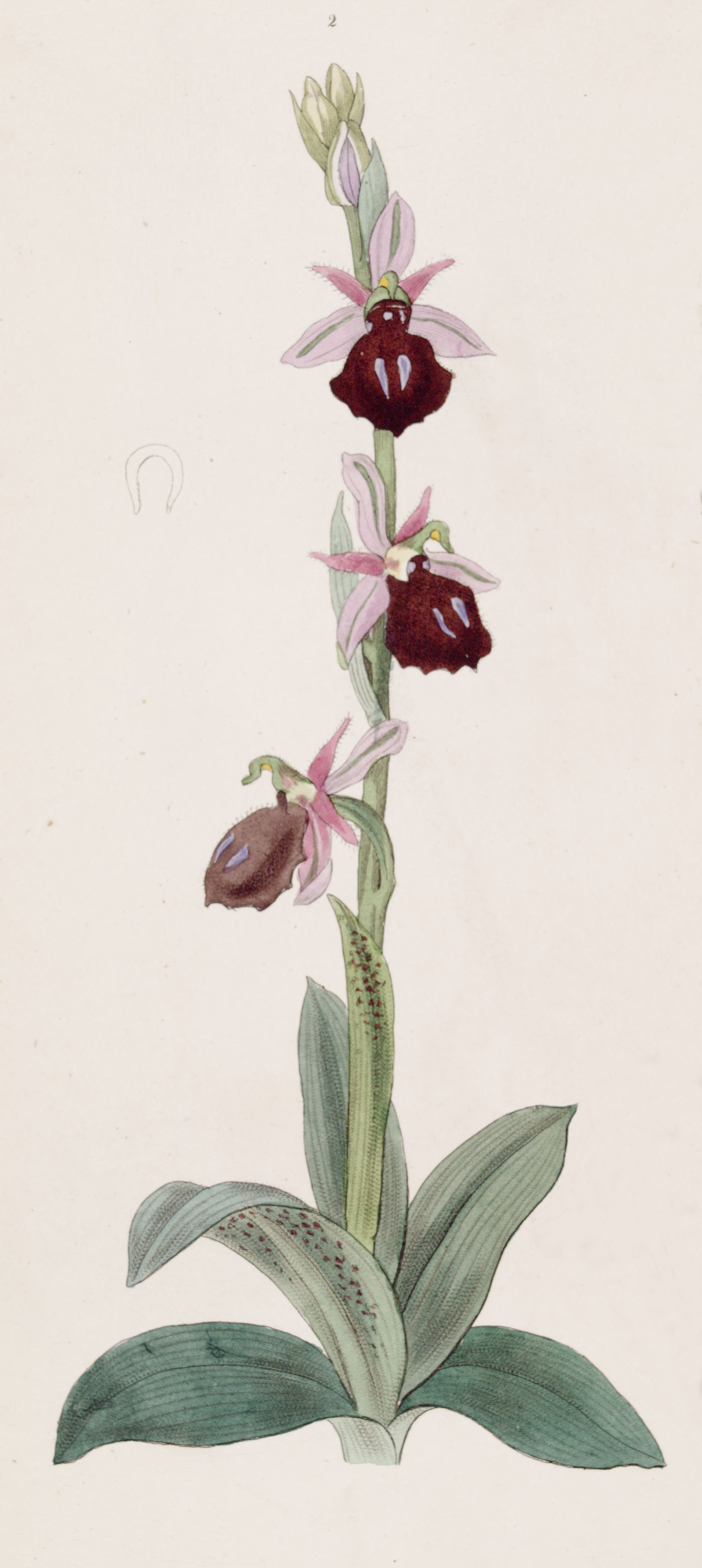